# Awramiw
Awramiw (ukr. Аврамів, ros. Аврамов) – były chutor w rejonie lubarskim okręgu berdyczowskim. Podlegał pod Radę wiejską w Panasówce.

## Demografia
W 1906 r. liczba mieszkańców wynosiła 49 osób, domów – 8, w 1923 r. – 63 osoby, liczba podwórek – 19.
Według spisu ludności ZSRR 17 grudnia 1926 r. liczył 62 osoby, w tym 28 mężczyzn i 34 kobiety; według narodowości: Ukraińcy – 60, Polacy – 2. Liczba gospodarstw domowych – 15.

## Historia
Rok założenia – 1850. W 1906 r. wchodził w skład wołosci lubarskiej w powiecie nowogradwołyńskim guberni wołyńskiej. Odległość do centrum powiatu miasta Nowogród Wołyński wynosiła 97 wiorst, do administracji wołosnej w miasteczku Lubar – 8 wiorst. Urząd pocztowy – Lubar.
W marcu 1921 r. wołost lubarska znalazła się w składzie nowo utworzonego powiatu połońskiego. W 1923 r. chutor został podporządkowany do nowo utworzonej Rady wiejskiej w Panasówce, która 7 marca 1923 r. została włączona do nowo utworzonego rejonu lubarskiego w okręgu żytomierskim. Znajdował się w odległości 8 wiorst od centrum rejonu miasteczka Lubar i 2 wiorsty od siedziby Rady wiejskiej we wsi Panasówka. W czerwcu 1925 r. rejon lubarski został włączony do składu okręgu berdyczowskiego. Odległość od chutora do miasta Berdyczów wynosiła 52 wiorsty, do najbliższej stacji kolejowej Peczaniwka – 18 wiorst.
Na dzień 1 października 1941 r. nie zarejestrowany na liście osiedli.